# Rhadicoleptus spinifer
Rhadicoleptus spinifer är en nattsländeart som först beskrevs av Mclachlan 1875.  Rhadicoleptus spinifer ingår i släktet Rhadicoleptus och familjen husmasknattsländor. Inga underarter finns listade i Catalogue of Life.